# Palma wielkanocna

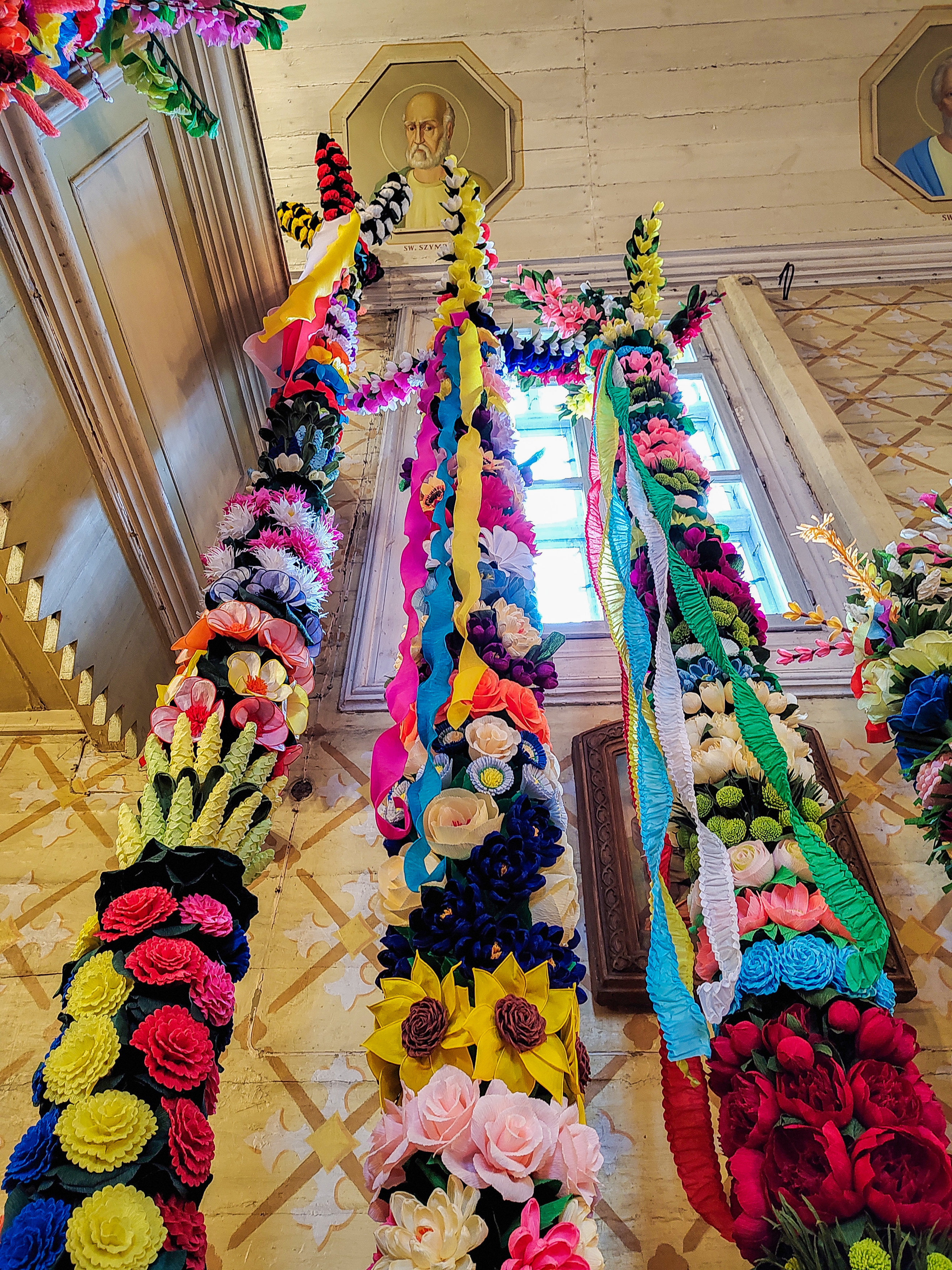
Wielkanocne palmy kurpiowskie w kościele pw. św. Anny w Łysych podczas LIII Konkursu Palma Kurpiowska Łyse ‘2023

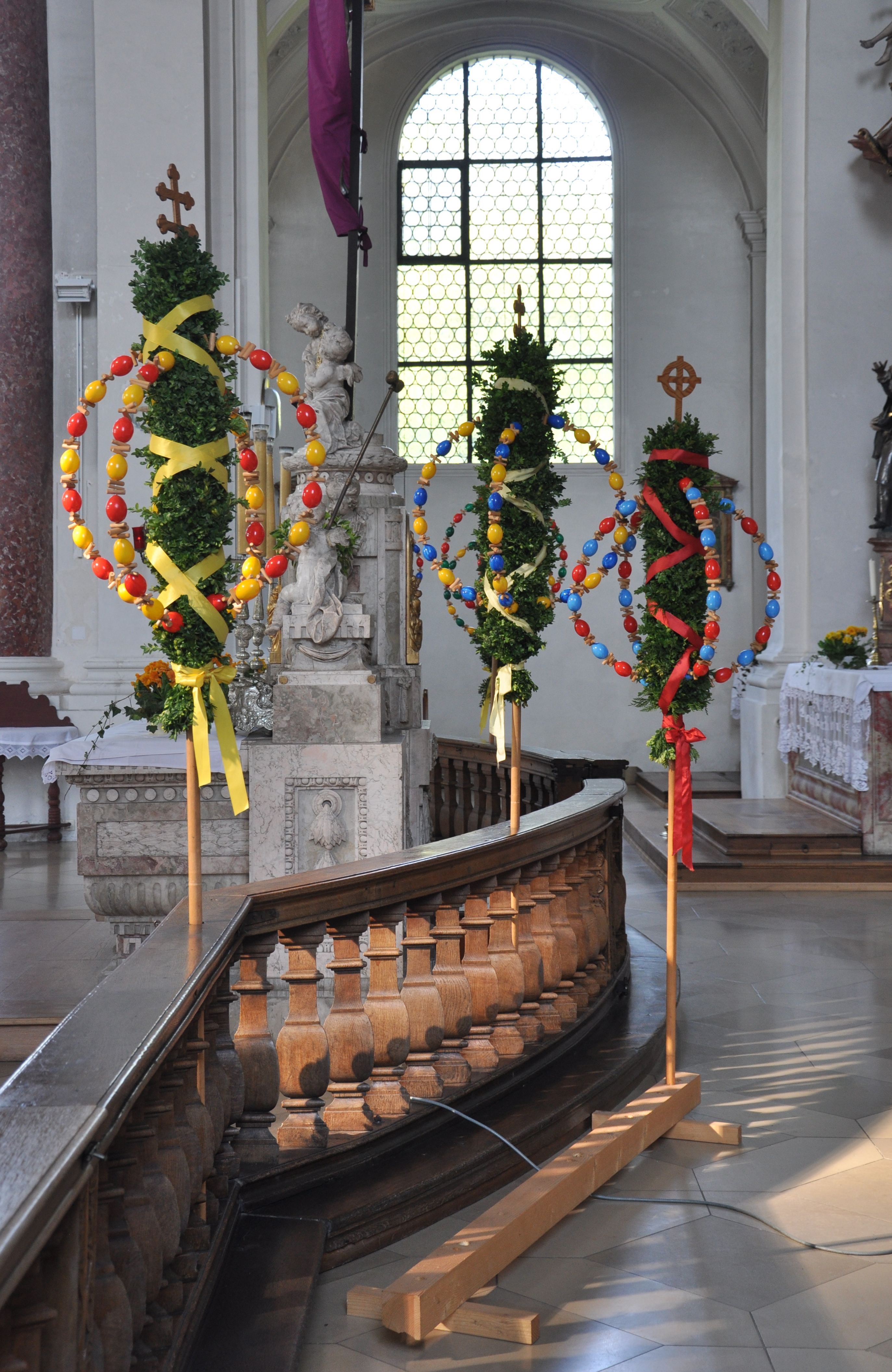
Palmy w kościele w Niemczech

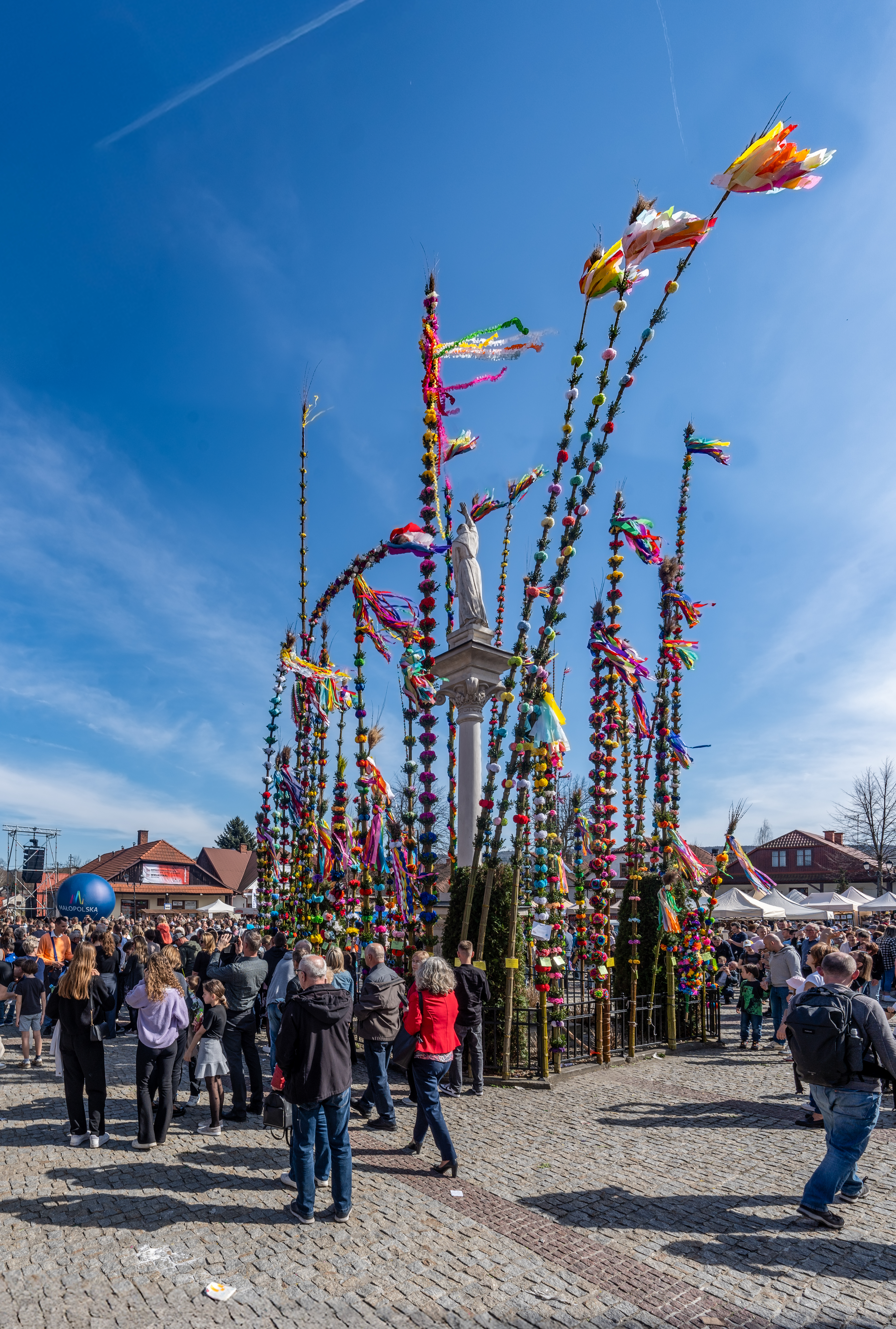
konkurs palm wielkanocnych w Lipnicy Murowanej w 2025

Palma wielkanocna – gałązka palmy lub wierzby bądź wiązanka żywych i suszonych roślin, przygotowywana przed Wielkanocą na pamiątkę wjazdu Jezusa do Jerozolimy i święcona podczas uroczystości Niedzieli Palmowej.
Palmę wielkanocną tworzy się z trzciny, wierzby, ziół, kwiatów suszonych, żywych i sztucznych. Jest w niej również bukszpan lub jałowiec.

## Historia
Pierwsze procesje z palmami wielkanocnymi miały miejsce w IV wieku w Jerozolimie. Zwyczaj ten rozpowszechnił się na wschodzie oraz w Hiszpanii i Galii. Od V i VI wieku zaczęły się przyjmować także w Kościele zachodnim, sam zaś zwyczaj święcenia gałązek zielonych, czyli palm wielkanocnych, wprowadzono do liturgii Niedzieli Palmowej w XI wieku. W Polsce początki święcenia palm wielkanocnych sięgają XI wieku.
W Wielką Sobotę palmy są palone, a popiół z nich jest używany w następnym roku, kiedy w środę popielcową ksiądz znaczy wiernym głowy popiołem.
Palmy tworzone są z witek wierzbowych, gdyż wierzba jest drzewem, które wiosną najwcześniej budzi się do życia, a w symbolice Kościoła jest znakiem zmartwychwstania i nieśmiertelności duszy.

## Polskie tradycje regionalne
W zależności od regionu, palmy różnią się wyglądem i techniką wykonania. Swoją odrębność zachowały palemki wileńskie.
Palma kurpiowska powstaje z pnia ściętego drzewka (jodły lub świerka), oplecionego na całej długości widłakiem, wrzosem, borówką, zdobionego kwiatami z bibuły i wstążkami. Czub drzewka pozostawia się zielony. Tradycja wykonywania palm szczególnie zachowała się na Kurpiach, gdzie w miejscowości Łyse w parafiach Gminy Zbójna od lat 60. XX wieku co roku w Niedzielę Palmową odbywa się tam konkurs na najdłuższą palmę.
Palma góralska, palma podhalańska wykonana jest z pęku witek wierzbowych (bazi), wiklinowych lub leszczynowych oraz jałowca i bukszpanu. Palmy te spotyka się podczas procesji w Bukowinie Tatrzańskiej, Lipnicy Murowanej, Tokarni i w Rabce. W Lipnicy i w Rabce corocznie odbywają się konkursy na najdłuższą i najpiękniejszą palmę. Konkurs Palm w Lipnicy odbywa się od 1958 roku.
Palemka wileńska tworzona z papieru, traw i witek wierzbowych jest charakterystyczna dla okolic Wilna. Barwne i ozdobne palmy wileńskie plecie się z 50 gatunków suchych polnych, leśnych i ogrodowych kwiatów zbieranych o różnych porach roku dla uzyskania odpowiedniej kolorystyki. Tradycyjne wileńskie palmy są uwijane na suchych drewnianych patykach z jednej strony lub dookoła z farbowanego albo naturalnego suchotnika, mietliczki, krwawnika, dziurawca, tymotki chmielu, wrotyczy, kocanki piaskowej. Wierzchołek zaś z 11 gatunków traw. W palmie wileńskiej wykorzystuje się kłosy zboża i owsa. Wileńska palma jest symbolem Kaziuków Wileńskich
Palma płocka (rozpowszechniona na północno-zachodnim Mazowszu) składa się z trzciny wodnej, borówek, bazi wierzbowych, drobnych bibułowych kwiatów w jasnych kolorach - wszystko układa się w bukiet. 
Palma śląska nie jest duża, ani przyozdobiona bibułą czy kolorowymi elementami. Składa się z pięciu lub siedmiu gatunków drzew lub krzewów, z których co najmniej jeden powinien zawierać kolce. Charakterystycznym elementem palmy jest wierzba czerwona. 
Palma lasowiacka składa się z witek wierzbowych (bazi), traw, trzcin, gałązek (dawniej również lnu) oraz wielu kwiatów z bibuły. 